# Schoterland
Schoterland est une ancienne commune néerlandaise de la province de la Frise.

## Histoire
La commune a existé jusqu'au 1er janvier 1934. À cette date, la commune a été supprimée et coupée en deux :
- la plus grande partie fusionne avec Aengwirden et une partie de la commune de Haskerland pour former la commune de Heerenveen,
- cinq villages du sud-ouest de la commune passent à la commune de Haskerland (Delfstrahuizen, Rohel, Rotsterhaule, Rottum et Sintjohannesga)

La raison de ce remembrement communal était le fait que la ville de Heerenveen s'étendait sur le territoire des trois communes, ce qui rendait la gestion de la ville compliquée, et son extension quasiment impossible.

### Démographie
En 1840, la commune de Schoterland comptait 1 525 maisons et 8 546 habitants.